# HD32893
HD32893 — подвійна зоря. 
Ця подвійна система має видиму зоряну величину в смузі V приблизно 6,6.
Вона розташована на відстані близько 280,4 світлових років від Сонця.

## Подвійна зоря
Головна зоря цієї системи належить до хімічно пекулярних зір й має спектральний клас A6.
Інша компонента має  спектральний клас F1.